# 이마구마역
이마구마역(일본어: 今隈駅)은 일본 후쿠오카현 오고리시에 위치한 아마기 철도 아마기 선의 역이다.

## 역사
- 2002년 12월 1일: 영업 개시.

## 역 구조
단선 승강장 1면 1선의 지상역으로 무인역이다. 화장실은 없다.

## 역 주변
트라이얼이 있기 전까지는 주변 주민 이외의 이용자는 거의 없었다.
- 국도 제500호선
- 오이타 자동차도 지쿠고오고리 나들목
- 트라이얼

## 인접역
| 아마기 철도 ■ 아마기 선 | 아마기 철도 ■ 아마기 선 | 아마기 철도 ■ 아마기 선    |
| ----------------------- | ----------------------- | -------------------------- |
| 마쓰자키 기야마 방면    |                         | 니시타치아라이 아마기 방면 |